# Авдеев, Александр Алексеевич (дипломат)
Алекса́ндр Алексе́евич Авде́ев (род. 8 сентября 1946, Кременчуг, Полтавская область, УССР, СССР) — советский и российский политик, дипломат. Чрезвычайный и полномочный посол Российской Федерации в Ватикане с 11 января 2013 по 16 мая 2023 года и представитель при Мальтийском ордене по совместительству. Заслуженный работник дипломатической службы Российской Федерации (2016).
В 2008—2012 годах являлся министром культуры Российской Федерации.

## Биография
Окончил МГИМО (1968). С того же года на работе в МИД СССР.
- В 1968—1971 годах — референт-секретарь генерального консульства СССР в Аннабе (Алжир), затем — атташе Посольства СССР в Алжире.
- В 1973—1974 годах — работа в центральном аппарате МИД СССР.

В 1977—1985 годах — второй секретарь, затем — первый секретарь посольства СССР во Франции. 
По некоторому упоминанию, в апреле 1983 года А. Авдеев был в числе 47 советских дипломатов, высланных вследствие предательства подполковника КГБ Владимира Ветрова. Однако потом Авдееву удалось вернуться в Париж.
В 1985—1987 годах — заведующий сектором Первого Европейского отдела МИД СССР в ранге советника.
В 1987—1990 годах — чрезвычайный и полномочный посол СССР в Люксембурге.
В 1991—1992 годах — заместитель министра внешних сношений СССР.
В 1992—1996 годах — чрезвычайный и полномочный посол России в Болгарии.
С 1996 года — заместитель, с октября 1998 по февраль 2002 года — первый заместитель министра иностранных дел России.
С марта 2002 по май 2008 года работал чрезвычайным и полномочным послом России во Франции. В 2007—2008 годах — чрезвычайный и полномочный посол России в Княжестве Монако по совместительству.
Как отмечал архиепископ Корсунский Иннокентий (Васильев): «Между посольством Российской Федерации во Франции и Корсунской епархией существовали регулярные контакты и плодотворные связи. Посольство с интересом относилось к проблемам русского православного рассеяния и помогало решать их. Особенно сотрудничество проявилось во время визита в Париж Патриарха Московского и всея Руси Алексия II в октябре 2007 года. Александр Авдеев принял лично значительное участие в подготовке и проведении этого визита».
С 12 мая 2008 по 21 мая 2012 года — министр культуры Российской Федерации.
11 января 2013 года назначен чрезвычайным и полномочным послом Российской Федерации в Ватикане и представителем Российской Федерации при Суверенном Мальтийском Ордене по совместительству. Снят с должности 16 мая 2023 года, его место занял Иван Дмитриевич Солтановский, бывший Постоянный представитель России в Совете Европы.

## Деятельность на посту министра культуры

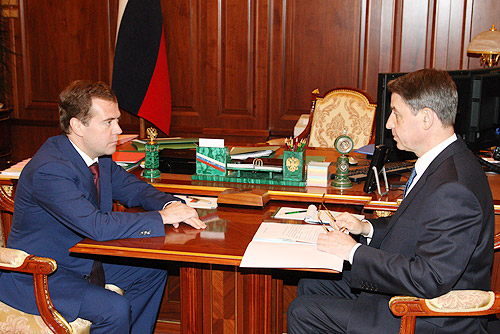
Президент России Дмитрий Медведев и Александр Авдеев, 2008 г.

Александр Авдеев на посту министра выступал за увеличение финансирования культуры. За 2009—2012 годы объём господдержки культуры вырос на 25 % — до 94 миллиардов рублей. При этом Авдеев указывал, что этих денег недостаточно для его области. Во время деятельности министра был налажен культурный обмен между Россией и зарубежьем: проведение года России-Франции в 2010, года России — Испании и России — Италии в 2011, год России — Германии в 2012—2013.
8 октября 2009 года министр культуры России Александр Авдеев высказался против строительства башни «Охта-центр» в Санкт-Петербурге: «Наше мнение отрицательное. Я как министр культуры против строительства такой башни, моё мнение разделяют и другие сотрудники министерства. Мы будем принимать решительные меры, чтобы не допустить возведения небоскреба». Он также пообещал, что его министерство выступит с официальным заявлением по этом вопросу, «когда будет сделан полный юридический анализ документов».
В октябре 2009 года министр культуры РФ направил в прокуратуру Санкт-Петербурга заключение Росохранкультуры, указывающее на грубые нарушения законодательства при разрешении высотных параметров проекта.
24 ноября 2009 года Александром Авдеевым было рассмотрено письмо патриарха Московского и всея Руси Кирилла от того же числа о временной передаче из Русского музея в религиозную организацию древней Торопецкой иконы Божией Матери. В тот же день письмо было согласовано министром Авдеевым и прошло все инстанции. В ночь со 2 на 3 декабря 2009 года икона была тайно перевезена в церковь Александра Невского в элитном поселке Княжье Озеро. И хотя срок передачи устанавливался в один год, икона до сих пор находится в данном элитном поселке.
В июле 2010 года совместно с главой Минрегиона подписал приказ № 418/339, согласно которому перечень исторических городов России был сокращён более чем в 10 раз — с 478 до 41. В частности, в перечень не вошли такие города, как Москва, Псков, Нижний Новгород и другие.
В начале 2011 года, когда помощник президента Аркадий Дворкович предложил пересмотреть механизмы начисления студентам стипендий, Александр Авдеев выступил с критикой этой идеи, заявив, что стипендии для учащихся творческих ВУЗов должны быть сохранены и студентам нужно помогать.
При участии министра в феврале 2011 года была ликвидирована служба «Росохранкультура». Одной из причин стал результат проверки этой службы Счётной палатой, признавшей её неэффективность. По словам Авдеева, функции этой службы перейдут Министерству культуры, а ликвидация «Росохранкультуры» усилит защиту памятников, поможет добиться выполнения законов в области охраны культурного наследия. Критики этого решения отмечают, что федеральная служба занималась контролем за расходованием средств, которые использовал Минкульт для реставрации объектов. По их мнению, теперь контрольные функции перейдут к министерству, что приведёт к ситуации, когда Министерство культуры тратит ресурсы и само следит за законностью своих операций.
Министерство культуры работало над проблемой «Ленфильма», который из-за убыточности должен быть реформирован. Был разработан план акционирования и приватизации, но с ним не согласились известные кинодеятели. Они разработали собственный проект реформы. Авдеев пообещал, что он будет добиваться максимального учёта мнения работников «Ленфильма». Также он заявил: 

Его судьбу надо решать, не используя логику коммерческих проектов. «Ленфильм» должен оставаться действующей и действенной киностудией. Это не бизнес-проект, хотя и должен окупать себя.— «Аргументы и факты»
Конфликт так и не был разрешён до ухода в отставку Александра Авдеева.
19 марта 2012 года Александр Авдеев подписал приказ Министерства культуры «Об утверждении границ территории объекта культурного наследия федерального значения достопримечательного места „Бородинское поле и памятники на нём“, характера её использования, ограничений и требований к хозяйственной деятельности, проектированию и строительству». Этот приказ устанавливает чёткие границы и регулирует использование Бородинского военно-исторического музея-заповедника, придаёт особый статус прилегающим к нему землям. Запрещается любая деятельность, наносящая вред объекту культурного наследия или не связанная с исследовательскими, реставрационными работами. Больши́е полномочия по охране территорий передаются дирекции Бородинского военно-исторического музея-заповедника.
В апреле 2012 года высказался, что считает заключение в тюрьму слишком строгим наказанием для «Pussy Riot».
При Авдееве закончилась реконструкция Большого театра в 2011 году, началось обновление Пушкинского музея в Москве и восстановление Морского собора в Кронштадте, проведена реконструкция Летнего сада в Петербурге.

## Награды
- Орден «За заслуги перед Отечеством» III степени (20 декабря 2021) — за большой вклад в реализацию внешнеполитического курса Российской Федерации и многолетнюю добросовестную дипломатическую службу[28].
- Орден «За заслуги перед Отечеством» IV степени (22 ноября 1999) — за большой личный вклад в политическое урегулирование кризиса вокруг Косово и активное участие в проведении линии Российской Федерации на Балканах[29].
- Орден Почёта (21 июня 1996) — за заслуги перед государством, большой вклад в проведение внешнеполитического курса и обеспечение национальных интересов России, мужество и самоотверженность, проявленные при исполнении служебного долга[30].
- Орден Дружбы (6 февраля 2007) — за большой вклад в реализацию внешнеполитического курса Российской Федерации и укрепление сотрудничества между Россией и Францией[31].
- Заслуженный работник дипломатической службы Российской Федерации (26 октября 2016) — за большой вклад в реализацию внешнеполитического курса Российской Федерации и многолетнюю добросовестную работу[32].
- Почётный член Российской академии художеств[33].
- Премия «лучшие перья России» (1999)[34].
- Командор ордена Почётного легиона (Франция).
- Великий офицер ордена «За заслуги перед Итальянской Республикой» (27 декабря 2011, Италия)[35].
- Орден «Стара-планина» I степени (7 ноября 1996, Болгария) — за заслуги в развитии и укреплении отношений между Республикой Болгария и Российской Федерацией[36].
- Ордена Ватикана, Люксембурга, Монголии, Мальтийского Ордена.

## Личная жизнь
- Женат на Галине Витальевне Авдеевой. Есть сын[34].

Обладает одной из лучших коллекций гравюр, посвящённой российско-французским и российско-болгарским отношениям, которую он начал собирать до поста министра культуры, будучи послом в Болгарии. В 2012 году в Государственном Историческом музее прошла выставка «Балканский триумф», где были представлены гравюры из его личного собрания.